# Haddis Alemayehu
Haddis Alemayehu (Amharische Sprache, ሀዲስ ዓለማየሁ) (* 15. Oktober 1910 in Debre Markos; † 6. Dezember 2003) war ein äthiopischer Politiker und Autor. 
Er war Minister für Auswärtige Angelegenheiten.

## Werke
- Y-Abesha-nna Ye-Wedehwala gabicha
- Teret Teret Ye-Meseret, 1955
- Fiqir Iske Meqabir, 1965
- Wengelegna Dagna, 1981
- Ye-Ilm Ižat, 1987
- Tizzita (Mémoires), 1929